# فيتور غونسالفيس (لاعب كرة قدم، مواليد 1896)
فيتور كانديدو غونسالفيس (بالبرتغالية: Vítor Cândido Gonçalves؛ 12 أبريل 1896 – 1965) كان لاعب كرة قدم برتغاليًا لعب كلاعب خط وسط. البرتغالي الدولي، لعب مع نادي بنفيكا.

## حياته الشخصية
كان ابنه، فاسكو غونسالفيس، ضابطًا للجيش في فيلق الهندسة شارك في ثورة القرنفل وبعد ذلك شغل منصب رئيس وزراء البرتغال رقم 104.

## وصلات خارجية
- فيتور غونسالفيس (لاعب كرة قدم، مواليد 1896) على موقع قاعدة بيانات كرة القدم.إي يو (الإنجليزية)
- فيتور غونسالفيس (لاعب كرة قدم، مواليد 1896) على موقع عالم كرة القدم.نت (الإنجليزية)